# 众源新材
安徽众源新材料股份有限公司（上交所：603527，简称众源新材，英文：Anhui Zhongyuan New Materials Co.,Ltd.），是中国上海证券交易所的一家上市公司，主要从事高精度紫铜系列带材的研发、生产和销售。
公司成立于2005年4月，2015年5月挂牌新三板，2017年9月7日在上海证券交易所挂牌上市，为安徽省首家“新三板”转板企业。
2017年，公司实现营业收入29.84亿元，同比增长38.53%；实现净利润8558.66万元，同比增长14.90%。